# بي إس أي أيرلاينس
خطوط پي إس أيه الجوية أو خطوط جنوبي غرب المحيط الهادئ الجوية (بالإنجليزية:Pacific Southwest Airlines) هي شركة طيران إقليمية أمريكية أنشئت في 1949، كانت تشغل أكثر من 105 رحلة طيران سنويا بين ولايتي كاليفورنيا ونيفادا وقد أفلست في 1988 ويقع مقرها في سان دييغو في الولايات المتحدة

## الأسطول الحالي
أسطول الشركة القابضة لخطوط جنوبي غرب المحيط الهادئ الجوية
| بوينغ 727-214               | 7   |  |
| بوينغ 727-14                | 9   |  |
| ماكدونل دوغلاس دي سي 9-31   | 4   |  |
| بوينغ 737-214               | 12  |  |
| بريتش ايروسبيس 146-100      | 1   |  |
| بريتش ايروسبيس 146-200      | 24  |  |
| لوكهيد إل-1011-1 تراي ستار  | 2   |  |
| ماكدونل دوغلاس إم دي-81     | 23  |  |
| ليرجيت 24                   | 1   |  |
| بايبر بيه إيه-23-350        | 9   |  |
| بايبر بيه إيه-24-260 كومانش | 5   |  |
| بيتشكرافت بونانزا           | 5   |  |
| بيتشكرافت موديل 99          | 1   |  |
| المجموع                     | 103 |  |

## أحداث وحوادث
- في 5 يوليو 1972:أختطفت طائرة بوينغ 737-200 التابعة لخطوط جنوبي غرب المحيط الهادئ الجوية الرحلة 710 أثناء رحلتها من ساكرامنتو إلي لوس أنجلوس عبر سان فرانسيسكو وكانت تحمل علي متنها 77 راكبا و7 من أفراد الطاقم وقد قتل 3 أشخاص وجرح شخصان ونجا 81 شخصا
- في 7 ديمسبر 1987:تحطمت طائرة بريتش ايروسبيس 146-200 التابعة لخطوط جنوبي غرب المحيط الهادئ الجوية الرحلة 1771 بسبب الأنتحار عن طريق إطلاق النار وقد قتل جميع الركاب والطاقم البالغ عددهم 43 شخصا قرب كاويسوس

### تصادم سان دييغو الجوي
- في 25 سبتمبر 1978:أقلعت خطوط جنوبي غرب المحيط الهادئ الجوية الرحلة 182 من طراز بوينغ 727 من سكرامنتو إلى سان دييغو عبر لوس أنجلوس وكانت تحمل على متنها 128 راكبا و7 من أفراد الطاقم ولكنها تحطمت في ضواحي سان دييغو في الولايات المتحدة عندما أصطدمت بطائرة سيسنا 172 وقد قتل 144 شخصا في الحادث (135 على متن طائرة بوينغ 727 و2 علي متن طائرة سيسنا 172 و7 أشخاص على الأرض) ويعد هذا الحادث أسوأ حادث طيران في الولايات المتحدة وسبب الحادث هو خطأ طيار بوينغ 727 وخطأ طيار سيسنا 172